# Булгаков, Иван Спиридонович
Иван Спиридонович Булгаков (26 января 1918, Серноводск — 2001, Кировоград) — советский ученый в области вычислительной техники, руководящий работник высшей школы. Ректор Пензенского политехнического института с 1960 по 1967 гг. 

## Биография
Родился 26 января 1918 года в послелке Серноводске Сергиевского района Куйбышевской (ныне - Самарской) области. 
В 1936 году окончил Куйбышевский техникум связи. В 1942 году окончил с отличием Куйбышевский индустриальный институт, где все годы учебы был отличником и Сталинским стипендиатом. После окончания института был оставлен в аспирантуре, которую не окончил в связи с начавшейся войной.
До сентября 1944 года работал на ЗИФе, затем поступил в Пензенский индустриальный институт на должность заведующего кафедрой сопромата, работал исполняющим обязанности начальника учебной части, деканом факультета точной механики, доцентом кафедры «Счетно-аналитические машины», заведующим кафедрой «Математические и счетно-решающие приборы и устройства», заместителем директора по учебной и научной работе.
В июне 1953 года в Московском высшем техническом училище имени Баумана защитил диссертацию на соискание ученой степени кандидата технических наук по теме: «Исследование механизмов счета вычислительных машин».  
16 сентября 1960 года Приказом Министерства высшего и среднего специального образования (МВ и ССО РСФСР) назначен ректором Пензенского политехнического института (ППИ). Проработал в этой должности до 17 января 1967 года. 4 июля 1967 года освобожден от работы в ППИ в порядке перевода в связи с избранием по конкурсу доцентом Кировоградского филиала Харьковского политехнического института имени Ленина.
Во время ректорства в ППИ избирался членом обкома, депутатом областного и городского Советов. В период работы И.С. Булгакова должность главы высшего учебного заведения стала именоваться «ректор». Им введена традиция посвящения в студенты. Иван Спиридонович сумел в короткий срок создать в институте крупную лабораторию счетных и счетно-аналитических машин и уже в 1946/1947 учебном году обеспечить подготовку первого выпуска инженеров по счетным и счетно-аналитическим машинам.
Автор учебного пособия для вузов СССР «Счетные машины» (1950).
Не стало в 2001 году. 

## Награды
- Орден Трудового Красного Знамени (1961);
- Медаль «За доблестный труд в Великой Отечественной войне 1941—1945 гг.»[3].